# Cytisus megalanthus
Cytisus megalanthus là một loài thực vật có hoa trong họ Đậu. Loài này được (Pau & Font Quer) Font Quer miêu tả khoa học đầu tiên.